# Governo Janev II
Il Governo Janev II è stato il 98º governo della Bulgaria per un totale di due mesi e ventisei giorni, dal 18 settembre 2021 al 14 dicembre 2021. 
L'esecutivo nasce, esattamente come quello precedente, come governo ad interim, visto che a seguito della seconda tornata elettorale del luglio 2021 (svoltasi a 3 mesi di distanza dalle elezioni ordinarie dell’aprile 2021), il presidente della Bulgaria Rumen Radev è stato costretto a sciogliere nuovamente il parlamento a causa del mancato accordo tra i partiti per la formazione di un nuovo governo. Le successive elezioni si sono tenute il 14 novembre, in concomitanza con  le elezioni presidenziali. A causa dello scioglimento, il Presidente ha necessariamente dovuto riconfermare il primo ministro Stefan Janev e i ministri del suo primo governo, tranne il Ministro delle Finanze, quello dei Trasporti, e quello dell’Economia.

## Composizione
Indipendenti
     Partito Socialista Bulgaro (BSP)
     Ministri Vicini al presidente
| Carica                                                                           | Titolare | Titolare | Titolare         | Partito politico | Partito politico |
| -------------------------------------------------------------------------------- | -------- | -------- | ---------------- | ---------------- | ---------------- |
| Primo ministro                                                                   |          |          | Stefan Janev     | Indipendente     |                  |
| Vice Primo Ministro per le Politiche Sociali ed Economiche, Ministro del Lavoro  |          |          | Gălăb Donev      | Indipendente     |                  |
| Vice Primo Ministro per l'Ordine e la Sicurezza Interni, Ministro dell'Interno   |          |          | Bojko Raskov     | Indipendente     |                  |
| Vice Primo Ministro per la gestione dei fondi UE                                 |          |          | Atanas Pekanov   | Indipendente     |                  |
| Ministro delle Finanze                                                           |          |          | Valeri Belčev    | Indipendente     |                  |
| Ministro della difesa                                                            |          |          | Georgi Panajotov | Indipendente     |                  |
| Ministro degli Esteri                                                            |          |          | Svetlan Stoev    | Indipendente     |                  |
| Ministro della giustizia                                                         |          |          | Janaki Stoilov   | BSP              |                  |
| Ministro della salute                                                            |          |          | Stojčo Kacarov   | DSB              |                  |
| Ministro dell'istruzione                                                         |          |          | Nikolaj Denkov   | PP               |                  |
| Ministro dell'agricoltura e dell'alimentazione                                   |          |          | Hristo Bozukov   | Indipendente     |                  |
| Ministro dei trasporti, delle tecnologie dell'informazione e delle comunicazioni |          |          | Hristo Aleksiev  | Indipendente     |                  |
| Ministro dell'Ambiente e delle Acque                                             |          |          | Asen Ličev       | Indipendente     |                  |
| Ministro dell'Energia                                                            |          |          | Andrej Živkov    | Indipendente     |                  |
| Ministro del Turismo                                                             |          |          | Stela Baltova    | Indipendente     |                  |
| Ministro dell'Economia                                                           |          |          | Daniela Vezieva  | Indipendente     |                  |
| Ministro dello sviluppo regionale                                                |          |          | Violeta Komitova | Indipendente     |                  |
| Ministro della Cultura                                                           |          |          | Velislav Minekov | Indipendente     |                  |
| Ministro della Gioventù e dello Sport                                            |          |          | Andrej Kuzmanov  | Indipendente     |                  |